# Oostelijke Eilanden

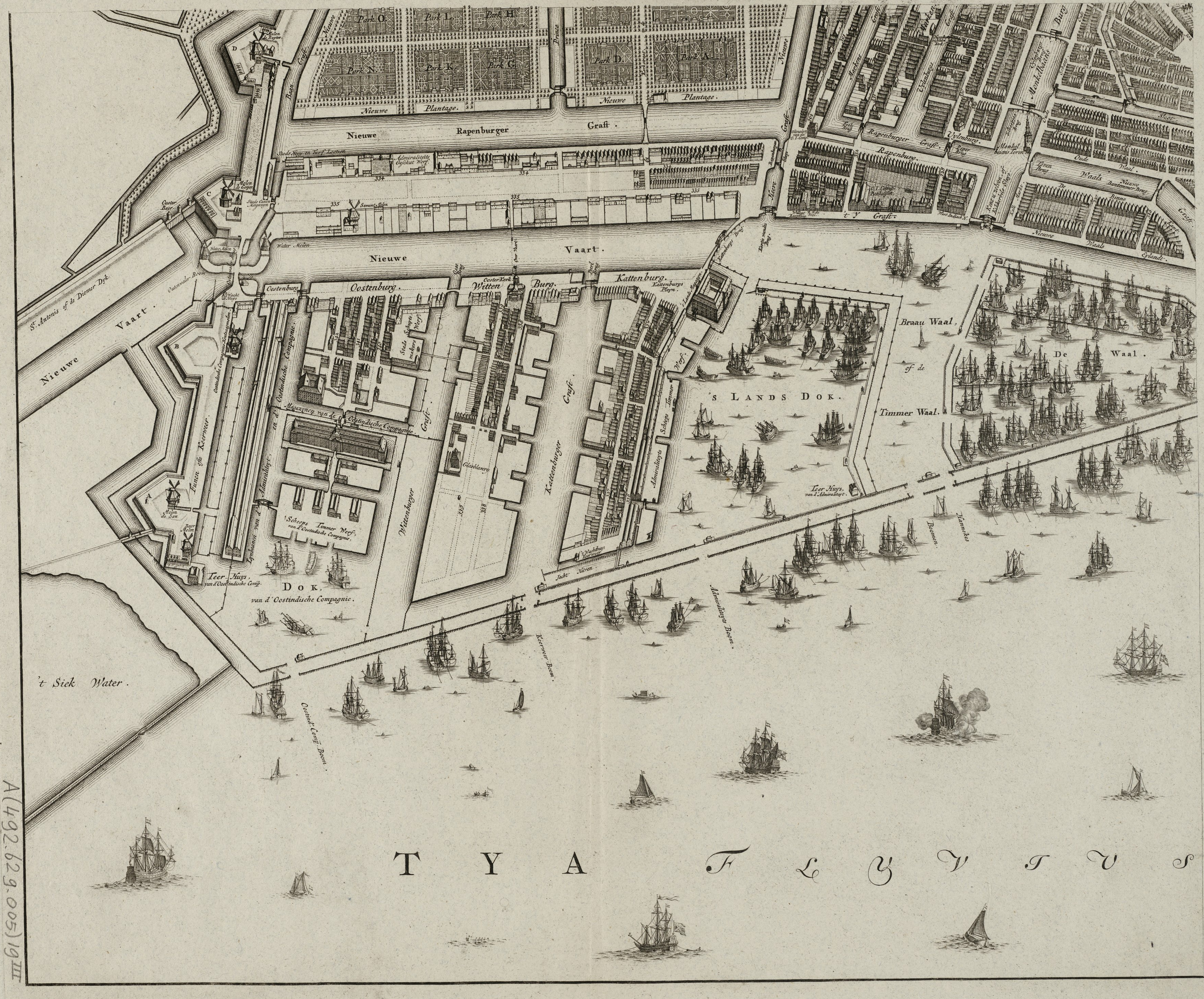
Die Eilanden auf einer Karte des 18. Jahrhunderts

Die Oostelijke Eilanden (deutsch Östliche Inseln) sind heute ein Wohnviertel in Amsterdam (Provinz Nordholland) und befinden sich nahe dem IJ. Die Inseln hatten im Jahr 2024 zusammen mit Kadijken 15.480 Einwohner.

## Geschichte
Um 1650 wurden die Oostelijke Eilanden Kattenburg, Oostenburg und Wittenburg angelegt. Die künstlich angelegten Inseln waren ein Hafengebiet zusammen mit Uilenburg, Valkenburg und Rapenburg. Die  Verenigde Oost-Indische Compagnie (VOC) und die Admiralität Amsterdam hatten hier ihre Schiffe gebaut. Hier arbeitete auch Zar Peter I. Der Amsterdamer Grachtengürtel wurde um die Oostelijke Eilanden und die Westelijke Eilanden erweitert und so ringförmig die Amsterdamer Innenstadt angelegt. Dabei war den einzelnen neuen Inseln jeweils eine spezielle Aufgabe zugeteilt worden: Kattenburg sollte der Admiralität, Oostenburg der VOC und Wittenburg privaten Werften dienen. Letztere wurde nach dem Besitzer der ersten Werft auf diesem Eiland benannt: Jan Witheijn. An der Ostseite, hinter dem Festungswall, sind die noch heute vorhandenen Reeperbahnen der Werften angesiedelt.

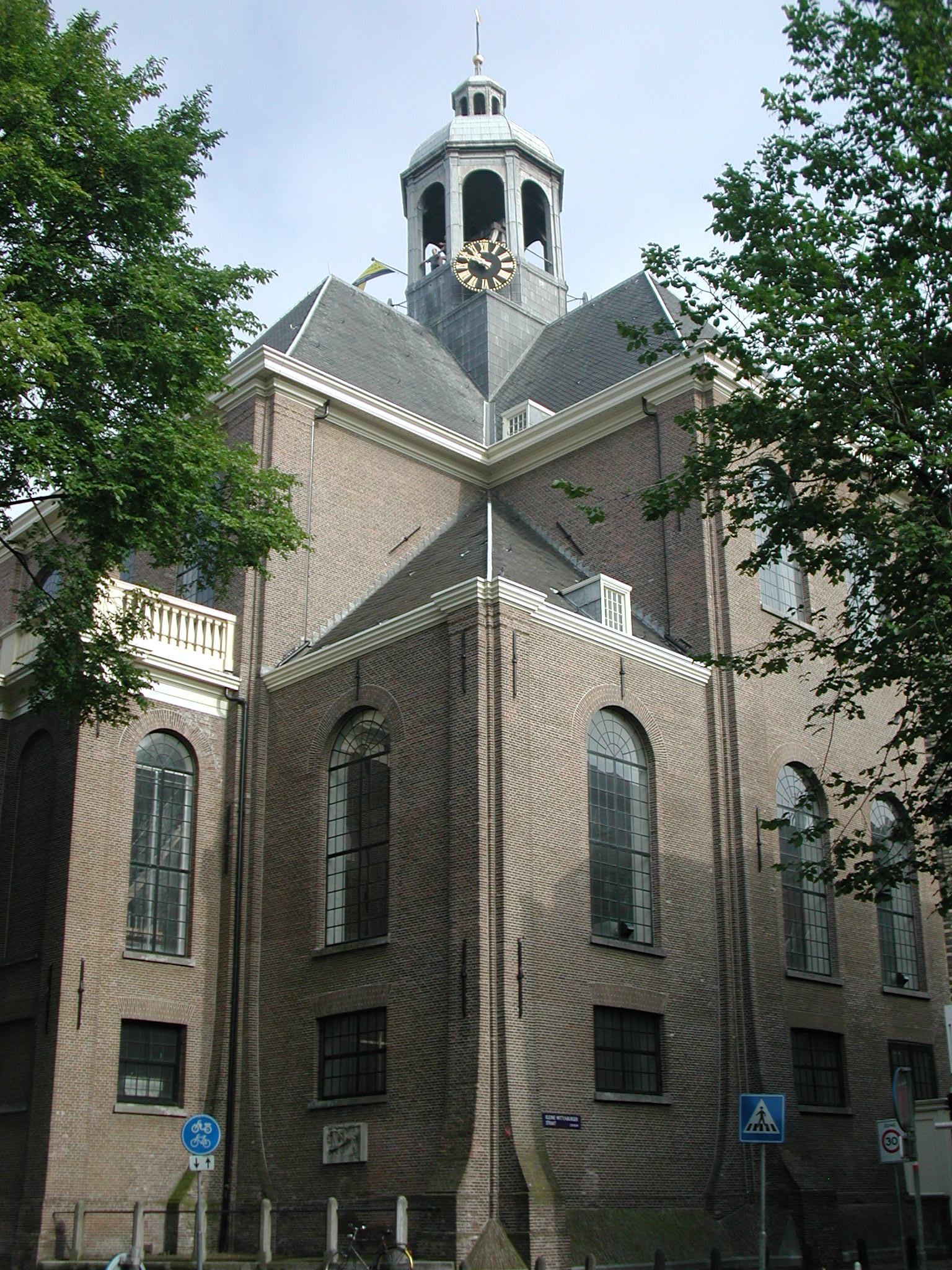
Oosterkerk

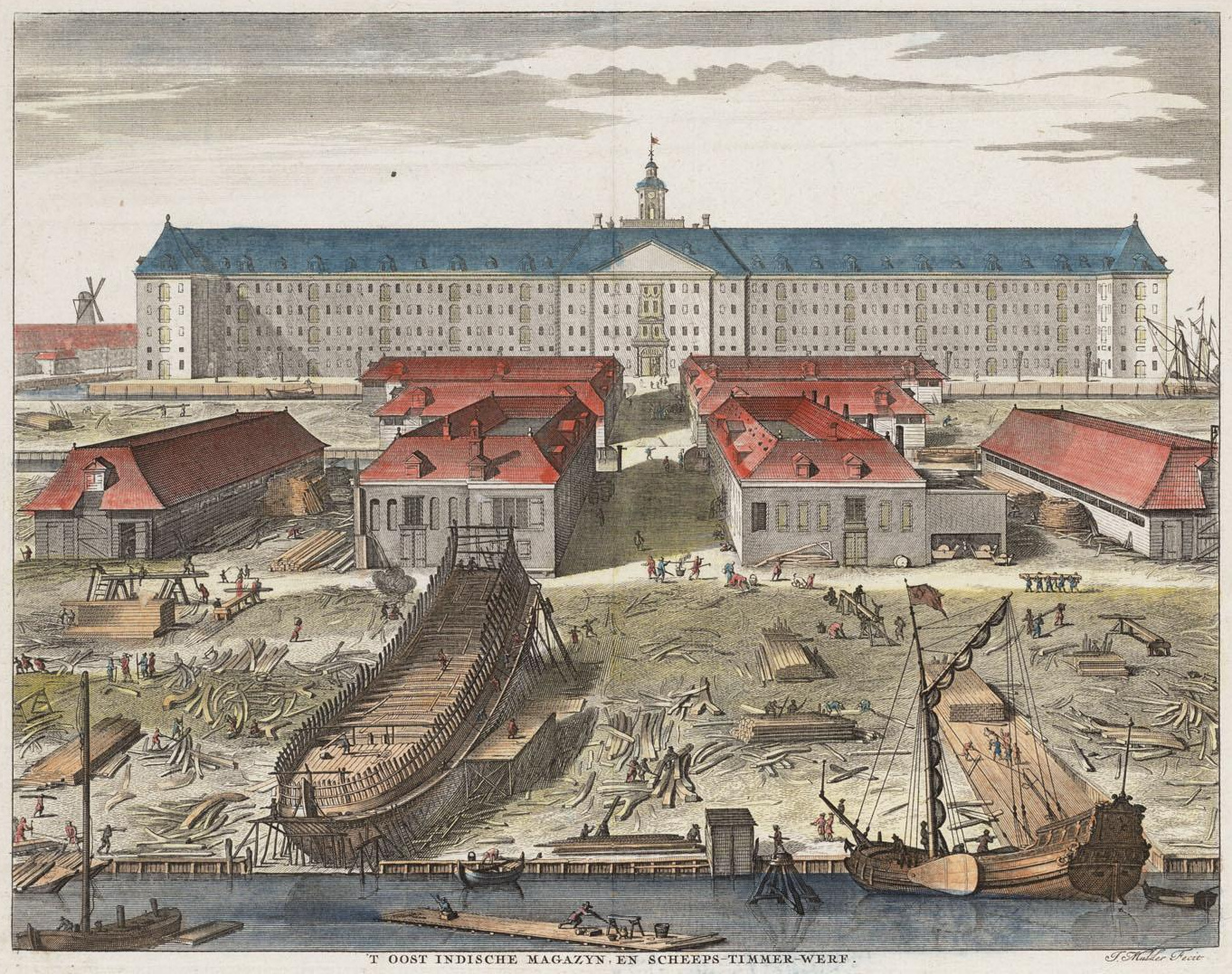
Eine weit verbreitete Graphik des 18. Jahrhunderts mit dem Magazin und Werft der VOC auf Oostenburg. Das Magazin brach 1822 teilweise in sich zusammen und die Reste wurden abgerissen.

Zu den Oostelijke Eilanden gehören die Viertel Kattenburg, Wittenburg und Oostenburg. 1953 begann, nachdem Kattenburg im Laufe der Zeit zu einem Elendsviertel (Krottenwijk, von Krot abfällig für Loch) geworden war, ein Wiederaufbau des Viertels. Nach 1800 wurde Oostenburg ein Gebiet für die Stahlindustrie.
In Wittenburg steht die historische Kirche Oosterkerk. In Oostenburg das Oost Indisch Pakhuis (Ost-indisches Lagerhaus) der früheren VOC und in Kattenburg das Het Scheepvaartmuseum (Schiffahrtsmuseum).
1884 bekamen die Inseln eine Pferdebahn (Paarde-(Tram)lijn). 1906 die erste elektrische Straßenbahn (Tram) mit der Nr. 13. Diese wurde 1938 ersetzt durch die Buslinie 19. In Kattenburg fuhr zwischen 1913 und 1931 die „Tram“ Nr. 18.  Seit 2005 fährt die Straßenbahn Nr. 26 nach Kattenburg.

## Weiterführende Literatur
- Ton Heijdra, Een Roerig Volkje: De geschiedenis van de Oostelijke Eilanden, Kadijken en Czaar Peterbuurt. Uitgeverij René de Milliano, Alkmaar 1999. ISBN 90-72810-24-4
- B. Franssen, G. Goudriaan, R. van Soest: Ontdek het Oostelijk Havengebied. Stokerkade cultuurhistorische uitgeverij, Mai 2009. ISBN 978-90-79156-07-8
- J.P.Sigmond: Nederlandse zeehavens tussen 1500 en 1800. De Bataafsche Leeuw. Amsterdam 1989. ISBN 90-6707-210-9.